# Chester Yorton
Chester Yorton (n. 1 ianuarie 1940, Stevens Point, Wisconsin, SUA – d. 21 noiembrie 2020) a fost un culturist american. La o înălțime de 1,80 m și o greutate de 90 kg, Chester l-a învins pe Arnold Schwarzenegger la competiția din 1966 NABBA, Mr. Universe (amatori), ce s-a ținut în Londra.